# Rồng Nhật Bản

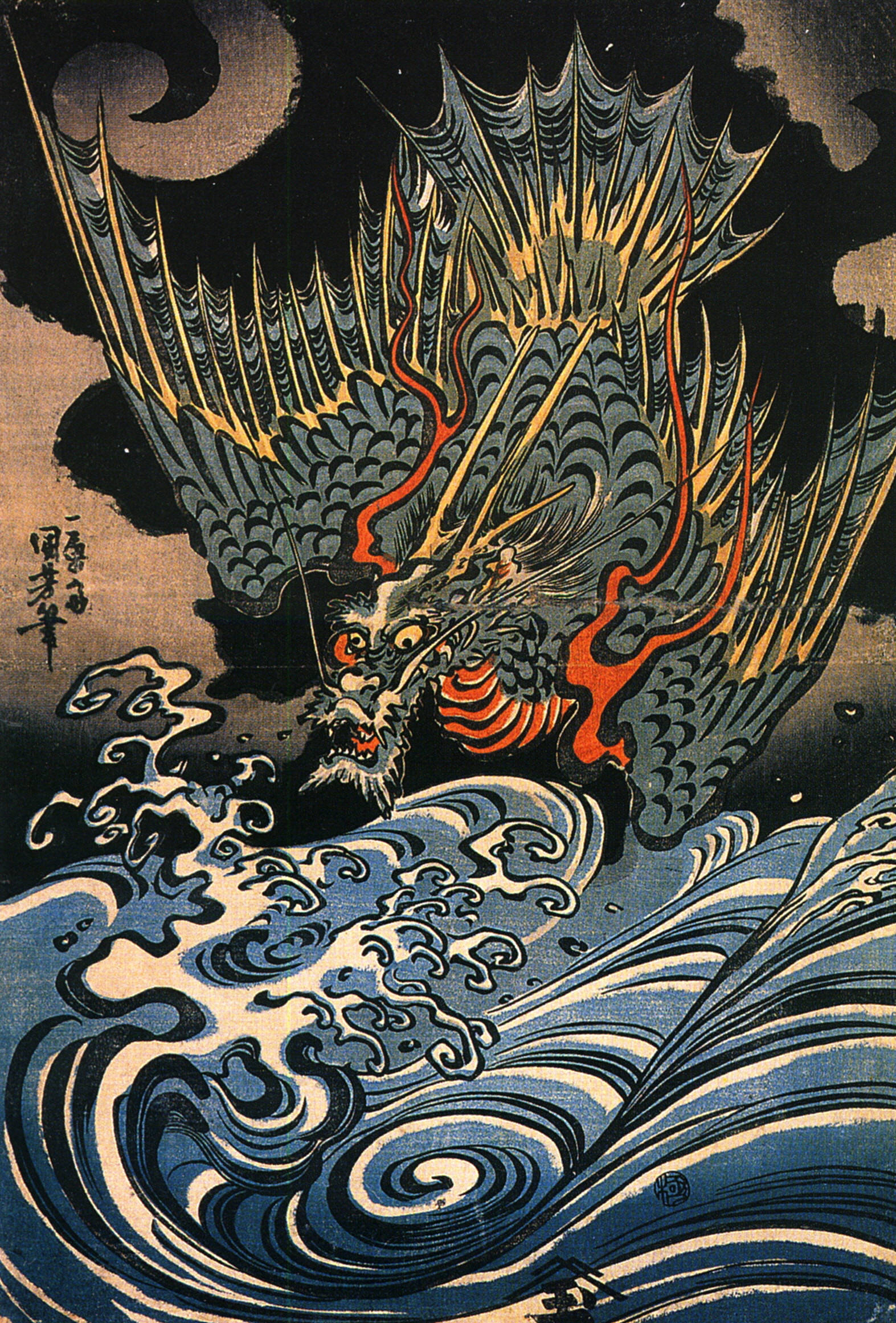
Rồng biển Nhật Bản, của Utagawa Kuniyoshi

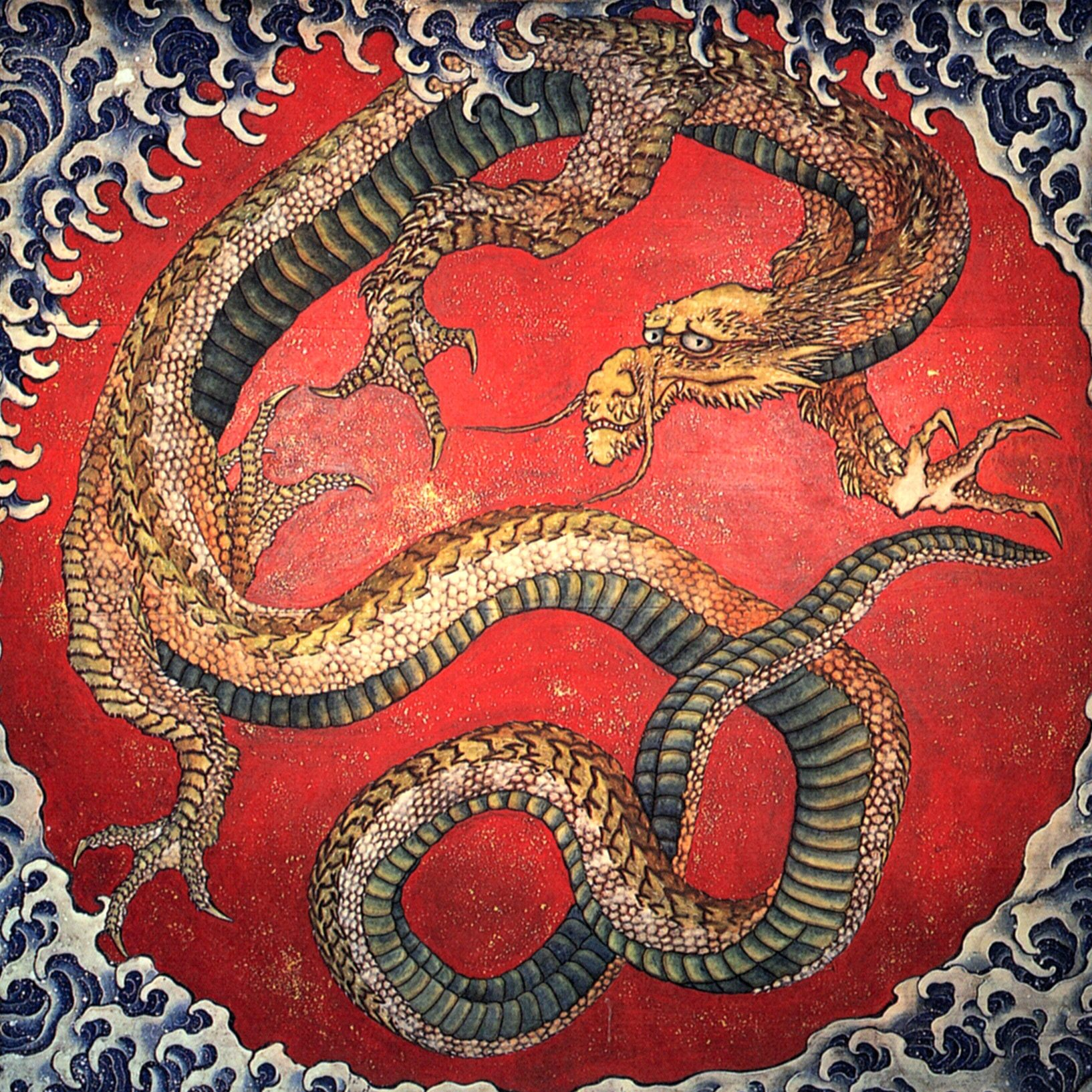
Rồng Nhật Bản, của Hokusai

Rồng Nhật Bản (日本の竜, Nihon no ryū) là những sinh vật huyền thoại đa dạng trong thần thoại và văn hóa dân gian Nhật Bản. Thần thoại rồng Nhật Bản kết hợp truyền thuyết bản địa với những câu chuyện du nhập về rồng từ Trung Quốc, Triều Tiên và tiểu lục địa Ấn Độ. Phong cách và hình dáng của rồng bị ảnh hưởng nặng nề bởi rồng Trung Quốc, được du nhập vào Nhật Bản từ Trung Quốc thời cổ đại.(tr94) Giống như những loài rồng Đông Á khác, hầu hết rồng Nhật Bản là thủy thần liên quan đến mưa và các vùng nước, và thường được miêu tả là những sinh vật lớn, không cánh, ngoằn ngoèo với bàn chân có móng vuốt.